# Ludwig Camerarius

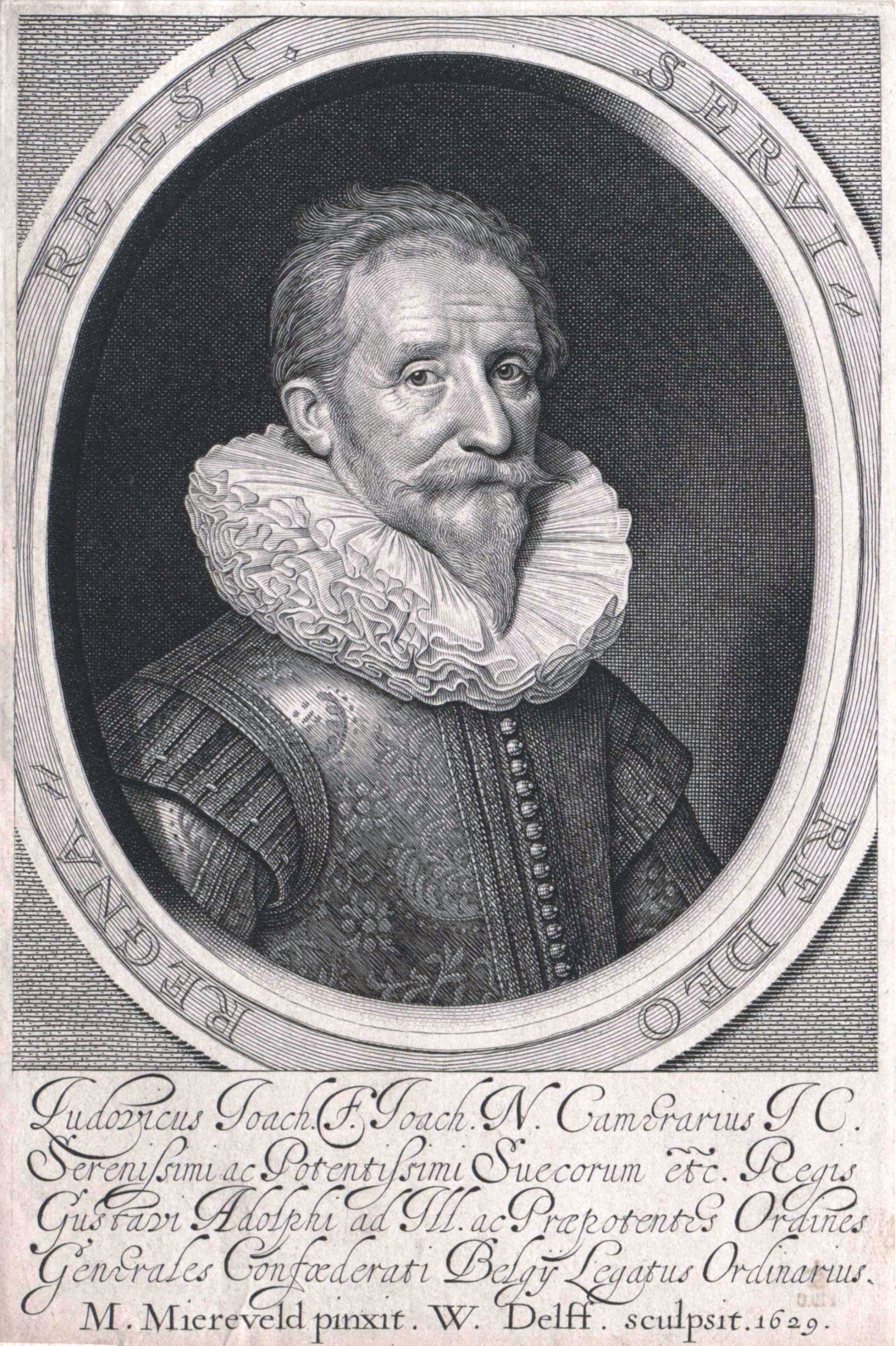
Ludwig Camerarius.

Ludwig Camerarius, född 22 januari 1573 i Nürnberg, död 4 oktober 1651 i Heidelberg, var en tysk statsman. Han var sonson till Joachim Camerarius den äldre och son till Joachim Camerarius den yngre.
Camerarius gick efter juridiska studier 1598 i kurpfalzisk tjänst och blev snart en av den aggressivt protestantiska pfalziska politikens mest använda diplomater. Bland annat spelade han en viktig roll vid Fredrik V:s val till Böhmens kung 1619. Camerarius följde sedan kungen i landsflykten och bosatte sig i Haag. År 1620 trädde han i förbindelse med Sverige för de från 1623 en regelbunden korrespondens med Axel Oxenstierna, en av de viktigaste källorna till tidens diplomatiska historia. Redan 1624 var han verksam för Sveriges ingripande i trettioåriga kriget. År 1626 gick han helt i svensk tjänst och blev resident, 1629 ambassadör i Haag. 
Då Sveriges preussiska erövringar och tullpolitik samtidigt fick den tidigare varma svensk-holländska vänskapen att kallna, kunde dock Camerarius inte uträtta mycket, och alliansen förnyades inte när den löpte ut 1629. Efter Gustav II Adolfs död var Camerarius inflytande slut, redan 1634 var det tal om hans avsked, och i förbundet mellan Sverige och Holland 1640 hade han ingen del. År 1641 erhöll Camerarius avsked med pension och återflyttade 1651 till Heidelberg. Camerarius brevväxling finns framför allt i Collectio Camerariana i statsbiblioteket i München och i svenska Riksarkivet. En stor del är tryckt, bland annat i Axel Oxenstiernas skrifter och brefvexling.